# Алексинцев Григорій Васильович
Алексинцев Григорій Васильович (1900, Летайка, Козловський повіт, Тамбовська губернія, Російська імперія — вересень 1982, Жданов, Українська РСР, СРСР) — радянський партійний і господарський діяч. Перший керівник Акмолінського обкому КП Казахстану.

## Біографія

### Дитячі роки
Народився в 1900 році в селі Летайка Козловського повіту Тамбовської губернії.
1911 року закінчив народне училище-школу в Летайці. У 1913—1915
роках працював хлопчиком у чайній-їдальні в Козлові, у 1915—1916
роках був учнем в пекарні Козлова. Працював у селянському господарстві батьків.

### Військово-політична служба
У липні 1919 року призваний до Червоної Армії рядовим 1-го запасного піхотного полку, розташованого в Калузі. Потім служив у Запоріжжі та Джанкої. У жовтні 1921 року закінчив губернську совпартшколу у Запоріжжі, після чого перейшов на політичну роботу. Був політруком ескадрону, секретарем партійного колективу та партосередку 9-ї Кримської кавалерійської дивізії, політруком роти в територіальній дивізії імені Донбасу.

### Український період
У березні-вересні 1926 року працював секретарем окружного комітету незаможних селян у Маріуполі. З жовтня 1926 року завідував агропромисловим об'єднанням райкому ВКП(б) у селі Берестове на Донеччині, з жовтня 1927 року — на тій же посаді в селі Стара Карань, з листопада 1929 по травень 1930 року — у селі Андріївка.
З червня 1930 по березень 1932 року навчався у Комуністичному університеті імені Я. М. Свердлова у Москві, закінчив два курси.

### Казахстанський період
У листопаді 1932 року спрямований на партійну роботу до Козацької АРСР, увійшов до складу Балхаської пропагандистської групи ЦК ВКП(б). У листопаді 1933 року призначений інструктором Балхаського райкому КПК Карагандинської області, у серпні 1935 року — секретарем парткому тресту «Житлобуд» «Прибалхашбуду», розташованого в Балхаші . У травні-серпні 1937 року завідував культпропотделом Балхаського райкому КПК, у серпні 1937 — січні 1938 року був завідувачем радторгвідділу Карагандинського обкому КПК.
У січні 1938 року призначений першим секретарем Акмолінського райкому КПК. У березні-жовтні 1939 року був другим секретарем Карагандинського обкому КПК.
У жовтні 1939 року призначений першим секретарем Акмолінського обкому та міськкому КПК. З березня 1940 року був членом ЦК КПК. Керував обкомом до серпня 1941 року, коли він був знятий з посади за «допущення грубих політичних помилок». Незважаючи на формулювання, не був репресований і того ж місяця став першим секретарем Кугалинського райкому КРК Алма-Атинської області.

### Робота в РРФСР та Жданові
У квітні 1943 року переведений до Смоленської області, де став першим секретарем Більського райкому ВКП(б). У лютому 1945 був знятий з посади з формулюванням «не впорався з роботою».
З лютого 1945 по листопад 1949 року працював уповноваженим Ради у справах Російської православної церкви при Великолуцькому облвиконкомі. Після цього переведений на господарську роботу до Жданова (зараз Маріуполь). У 1949—1951 роках керував профспілковим комітетом залізничного цеху заводу «Азовсталь», у 1951—1955 та 1959—1967 роках був диспетчером служби навантаження-вивантаження цеху, у 1955—1959 роках — секретарем.

### Останніми роками
У березні 1967 року вийшов на пенсію. Жив у Жданові. З лютого 1973 був персональним пенсіонером республіканського значення, з листопада 1977 — союзного значення.
Нагороджений орденами «Знак Пошани» (16 лютого 1939 року, за видатні успіхи в сільському господарстві), Вітчизняної війни 2-го ступеня (1 лютого 1945 року), Дружби народів (9 жовтня 1980 року), медалями «За доблесну працю у Великій Вітчизняній війні 1941—1945 гг.», «За трудову відзнаку», «За доблесну працю. На ознаменування 100-річчя від дня народження Володимира Ілліча Леніна», «30 років Перемоги у Великій Вітчизняній війні 1941—1945 рр»." (25 квітня 1975 року), «Ветеран праці» (23 лютого 1977 року), знаком «50 років перебування в КПРС».
Помер у вересні 1982 року у Жданові.

## Сім'я
Походив із селянської сім'ї. Батько помер 1905 року, мати — 1943 року.